# Henry Fairfield Osborn
Henry Fairfield Osborn (8. srpna 1857 Fairfield, Connecticut, USA – 6. listopadu 1935, New York, New York) byl americký geolog, paleontolog a eugenik. Tvrdilo se o něm, že byl spíše výborný vědecký administrátor, než výborný vědec.
Narodil se ve městě Fairfield v Connecticutu a vystudoval Princetonskou univerzitu. Stal se profesorem srovnávací anatomie a později biologie i zoologie. Dlouhodobě se zabýval také paleontologií, ve které byl vyučován slavným Edwardem Drinkerem Copem. Jeho nejvýznamnějším vědeckým počinem byl popis tyranosaura v roce 1905. Popsal však také další druhohorní dinosaury, jmenovitě rody Ornitholestes (1903), Pentaceratops (1923) a Velociraptor (1924). Jako ředitel Amerického přírodovědeckého muzea v New Yorku se podílel také na plánování slavných vědeckých expedic do Mongolska ve 20. a 30. letech minulého století. V průběhu své dlouhé vědecké kariéry publikoval Osborn také četné knihy a uznávané vědecké práce.

## Kontroverzní názory
Na druhou stranu se však Osborn poněkud zdiskreditoval svými v podstatě rasistickými teoriemi o nerovnosti lidských ras a údajných rozdílech v jejich vrozené inteligenci a schopnosti přežívat či tvořit vyspělou kulturu. Zapojil se také do tehdy populárních úvah o eugenice, tedy snaze o vyšlechtění "kvalitnějšího" člověka.